# バシコルトスタン共和国

バシコルトスタン共和国
ロシア語: Республика Башкортостан
バシキール語: Башҡортостан Республикаһы 

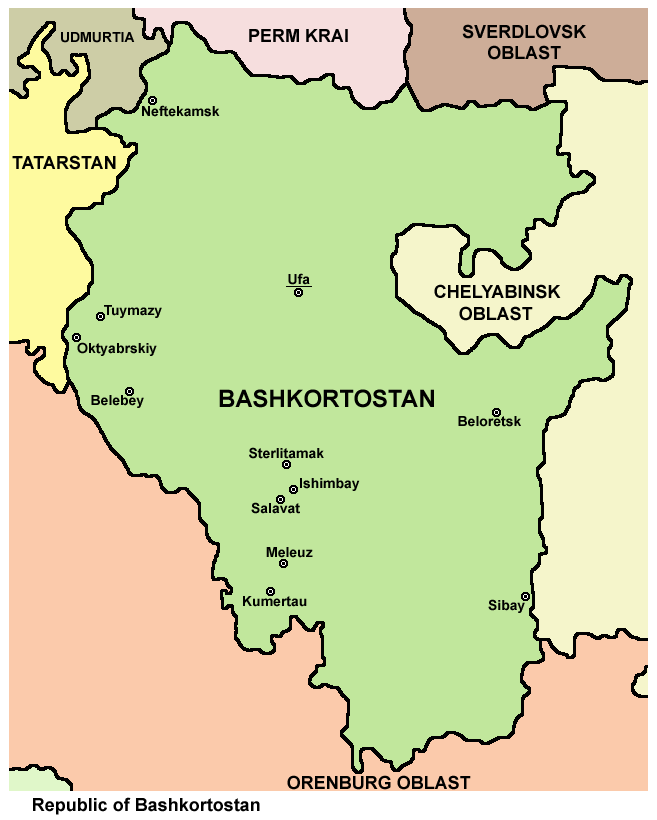

バシコルトスタン共和国（バシコルトスタンきょうわこく、ロシア語: Респу́блика Башкортоста́н, ラテン文字転写: Respublika Bashkortostan ロシア語発音: [rʲɪsˈpublʲɪkə bəʂkərtɐˈstan]; バシキール語: Башҡортостан Республикаһы, ラテン文字転写: Bashqortostan Respublikahy; タタール語: Башкортостан Республикасы）またはバシキリア（Башки́рия ロシア語発音: [bɐʂˈkʲirʲɪjə]）は、ロシア連邦を構成する沿ヴォルガ連邦管区に含まれる共和国。首都はウファ。

## 地理
バシコルトスタン共和国はウラル山脈南部とその周辺の平原地域を含む。ペルミ地方、スヴェルドロフスク州、チェリャビンスク州、オレンブルク州、タタールスタン共和国、ウドムルト共和国と隣り合う。

### 河川・湖・山
共和国内には13,000を越える川が流れる。主要な川にベラヤ川（1,430km）、その支流のウファ川（918 km）などがある。湖や貯水池が約2,700。最高峰はヤマンタウ山（1,638 m）。
バシコルトスタン共和国内のウラル山脈南西斜面には峡谷、ステップ、草地、氾濫原、貯水池などがあり、特に洞窟、シンクホール、ポノール、天然橋、峡谷、地底湖などのカルスト地形が広がっている。一帯はヨーロッパの広葉樹林とシベリアの半北方針葉樹林という2つの森林生物群系の境界線にあり、2012年にユネスコの生物圏保護区に指定された。

### 気候
- 年平均気温 0.3度（山間部）, 2.8度（平野部）
- 1月の平均気温 -16度
- 7月の平均気温 +18度

## 歴史
ロシア内戦中は自治バシコルトスタンという反ボリシェヴィキ勢力が存在した。1919年3月23日より、バシキール自治ソビエト社会主義共和国。
第二次世界大戦後、第314収容地区（グラーグ）が設置され、シベリア抑留を受けた日本人捕虜が移送。強制労働に従事した。
ソビエト連邦の解体に伴い、1992年3月31日よりロシア連邦の共和国。初代大統領はモルタザ・ギョバイドゥッラ・ラヒモフ（ムルタザ・ラヒモフ）。ラヒモフは2003年12月の選挙で3選されたが、そのときの選挙について欧州安全保障協力機構（OSCE）は不正が行われたと非難した。2006年に4選され、2010年7月に任期を残して辞任を表明。後継にはルステム・ハミトフが指名され就任した。2015年1月1日より元首格の職位を首長に変更。ハミトフが2018年10月11日まで同職を務めた後に辞表を提出、ラディー・ハビロフが暫定首長に就任した（2019年9月8日に正式に首長就任）。
2022年ロシアのウクライナ侵攻では、ウクライナに向けて多数のバシコルトスタン共和国出身の兵士が動員され、同年8月時点で171人が戦死した。

## 政治
首長制。現職はラディー・ハビロフ（第2代）。

## 行政区分

### 主要都市
首都ウファのほかに、主な都市としてステルリタマク、サラヴァト、ネフチェカムスク、オクチャブリスキ、ベロレツク、ベレベイなど。

## 産業
産業の大部分は私有化され、大統領の親族に支配されている。

### 石油
石油資源が豊富で、ロシア連邦の主要な採油地の一つ。バシコルトスタン共和国の経済はもっぱら石油工業に依存しているが、旧ソビエト連邦の崩壊後、ほとんど投資は行われていない。

### 資源
石油工業のほかに、天然ガス、石炭、鉄鉱石、金などを産出する。

### 製造業
そのほかに、自動車工業、金属工業、木材加工、建築資材の製造など。

## 交通
首都ウファは鉄道でサマーラ、チェリャビンスクなどと結ばれている。ベラヤ川とウファ川の水上交通も発達している。

## 住民
| 民族構成（2021年国勢調査） | 民族構成（2021年国勢調査） | 民族構成（2021年国勢調査） | 民族構成（2021年国勢調査） | 民族構成（2021年国勢調査） |
| -------------------------- | -------------------------- | -------------------------- | -------------------------- | -------------------------- |
|                            |                            |                            |                            |                            |
| ロシア人                   | ロシア人                   |                            | 37.5%                      | 37.5%                      |
| バシキール人               | バシキール人               |                            | 31.5%                      | 31.5%                      |
| ヴォルガ・タタール人       | ヴォルガ・タタール人       |                            | 24.2%                      | 24.2%                      |
| マリ人 (Mari)              | マリ人 (Mari)              |                            | 2.1%                       | 2.1%                       |
| チュヴァシ人               | チュヴァシ人               |                            | 2.0%                       | 2.0%                       |
| ウクライナ人               | ウクライナ人               |                            | 0.4%                       | 0.4%                       |
| ウドムルト人               | ウドムルト人               |                            | 0.4%                       | 0.4%                       |

| 言語 (2021年国勢調査） | 言語 (2021年国勢調査） | 言語 (2021年国勢調査） | 言語 (2021年国勢調査） | 言語 (2021年国勢調査） |
| ---------------------- | ---------------------- | ---------------------- | ---------------------- | ---------------------- |
|                        |                        |                        |                        |                        |
| ロシア語               | ロシア語               |                        | 97%                    | 97%                    |
| バシキール語           | バシキール語           |                        | 23%                    | 23%                    |
| タタール語             | タタール語             |                        | 20%                    | 20%                    |

### 民族
2021年の国勢調査によると、主要な民族は、ロシア人（37.5%）、バシキール人（31.5%）、ヴォルガ・タタール人（24.2%）、マリ人、チュヴァシ人、ウクライナ人、ウドムルト人など。

### 教育
ロシア語、バシキール語の他タタール語、チュヴァシ語、マリ語、ウドムルト語での教育が行われている。

## 標準時
この地域は、エカテリンブルク時間帯の標準時を使用している。時差はUTC+5時間で、夏時間はない。（2011年3月までは標準時がUTC+5で夏時間がUTC+6、同年3月から2014年10月までは通年UTC+6であった）